# 저고여
저고여(著古與, ? ~ 1225년)는 몽골 제국의 장군으로 고려에 사신으로 파견된 사람이다.
저고여는 몽골 황제의 칙서를 보내고 막대한 보상금 지불을 요구하였다. 당시 무신이자 고려의 왕권을 뛰어 넘는 권신인 최우는 당시 횡포를 부리는 저고여에 대해 반감을 가지고 있었다. 그는 1221년(고종 8년)과 1224년(고종 11년) 두 차례에 걸쳐 고려에 파견되었다. 그 중 1224년(고종 11년) 11월 공물을 요구하러 고려에 왔었는데, 1225년(고려 고종 12년) 정월 함신진(지금의 평안북도 의주군)를 거쳐 다시 본국인 몽골 제국으로 가려고 강을 건너던 중, 산적들에 의해 살해당했다. 산적들은 모두 고려옷을 입고 있었다고 한다. 또한 고려 정부는 저고여와 사신단이 피살된 후 아무런 조치도 취하지 않았다. 이에 몽골 제국은 고려가 다른 뜻이 있다고 생각하여 국교를 단절하였다. 결국 고려 정부의 반응이 전쟁의 도화선이 되었다. 6년 후 몽골 제국에서 고려를 침략하였다.
그의 피살은 고려인이 아닌, 몽골 제국이 고려 침략의 빌미를 만들기 위하여 일부로 꾸며냈다는 견해도 여럿이 있지만, 기록으로는 전해지지 않아 정확히 알 수 없다.

## 저고여가 등장한 작품
- 《무신》(MBC, 2012년, 배우:조덕제)